# Comuna Älvsbyn
Älvsbyn (Älvsbyns kommun) este o comună din comitatul Norrbottens län, Suedia, cu o populație de 8.168 locuitori (2013).

## Geografie

### Zone urbane
Lista celor mai mari zone urbane din comună (anul 2015) conform Biroului Central de Statistică al Suediei:
| Nr | Zona urbană | Pop.  |
| -- | ----------- | ----- |
| 1  | Älvsbyn     | 4.976 |
| 2  | Vidsel      | 526   |
| 3  | Korsträsk   | 317   |
| 4  | Vistträsk   | 251   |

## Demografie
| \| Evoluția demografică în comuna Älvsbyn, 1970–2015 \| Evoluția demografică în comuna Älvsbyn, 1970–2015 \| Evoluția demografică în comuna Älvsbyn, 1970–2015 \| Evoluția demografică în comuna Älvsbyn, 1970–2015 \| Evoluția demografică în comuna Älvsbyn, 1970–2015 \| \| ----------------------------------------------------------------------------------------------------- \| ------------------------------------------------- \| ------------------------------------------------- \| ------------------------------------------------- \| ------------------------------------------------- \| \| An \| \| \| Locuitori \| \| \| 1970 \| 1970 \| \| 8700 \| 8700 \| \| 1975 \| 1975 \| \| 9145 \| 9145 \| \| 1980 \| 1980 \| \| 9624 \| 9624 \| \| 1985 \| 1985 \| \| 9458 \| 9458 \| \| 1990 \| 1990 \| \| 9400 \| 9400 \| \| 1995 \| 1995 \| \| 9400 \| 9400 \| \| 2000 \| 2000 \| \| 8947 \| 8947 \| \| 2005 \| 2005 \| \| 8655 \| 8655 \| \| 2010 \| 2010 \| \| 8335 \| 8335 \| \| 2015 \| 2015 \| \| 8183 \| 8183 \| \| Sursa: SCB - Statistika Centralbyrån, Folkmängd efter region, civilstånd, ålder och kön. År 1968–2016 \| \| \| \| \| |      |  |           |      |
| Evoluția demografică în comuna Älvsbyn, 1970–2015 |      |  |           |      |
| An |      |  | Locuitori |      |
| 1970 | 1970 |  | 8700      | 8700 |
| 1975 | 1975 |  | 9145      | 9145 |
| 1980 | 1980 |  | 9624      | 9624 |
| 1985 | 1985 |  | 9458      | 9458 |
| 1990 | 1990 |  | 9400      | 9400 |
| 1995 | 1995 |  | 9400      | 9400 |
| 2000 | 2000 |  | 8947      | 8947 |
| 2005 | 2005 |  | 8655      | 8655 |
| 2010 | 2010 |  | 8335      | 8335 |
| 2015 | 2015 |  | 8183      | 8183 |
| Sursa: SCB - Statistika Centralbyrån, Folkmängd efter region, civilstånd, ålder och kön. År 1968–2016 |      |  |           |      |